# Kedali
Kedali is een bestuurslaag in het regentschap Lamongan van de provincie Oost-Java, Indonesië. Kedali telt 1344 inwoners (volkstelling 2010).